# جادوگر پرنده
جادوگر پرنده (ژاپنی: ふらいんぐうぃっち هپبورن: Furaingu Uitchi) یک مجموعهٔ مانگای ژاپنی به نویسندگی و طراحی چیهیرو ایشیزوکا است. این مجموعه از اوت ۲۰۱۲، در مجله بساتسو شونن از انتشارات کودانشا در حال چاپ است، و تا ژوئن ۲۰۲۳، فصل‌های آن در دوازده جلد تانکوبون گردآوری شده‌اند. یک مجموعه تلویزیونی انیمه دوازده قسمتی نیز به کارگردانی کاتسوشی ساکورابی، توسط استودیوی جی.سی.استاف بر اساس نسخه مانگا دستمایه اقتباس قرار گرفت که بین ماه‌های آوریل و ژوئن ۲۰۱۶ از چندین شبکه پخش شد.

## داستان
داستان در مورد ماکوتو، یک جادوگر جوان از یوکوهاما است، که به آئوموری رفته و با برخی از خانواده‌ها به عنوان بخشی از آموزشش زندگی می‌کند. داستان با زندگی روزمرهٔ ماکوتو ادامه می‌یابد که با ورود به محیط جدید، خویشاوندانش و دوستان جدیدش با شکل‌های عجیبی از جادوگری رو به رو می‌شوند.

## شخصیت‌ها
ماکوتو کواتا (木幡 真琴 کواتا ماکوتو)
صداگذاری توسط: می‌نامی شینودا

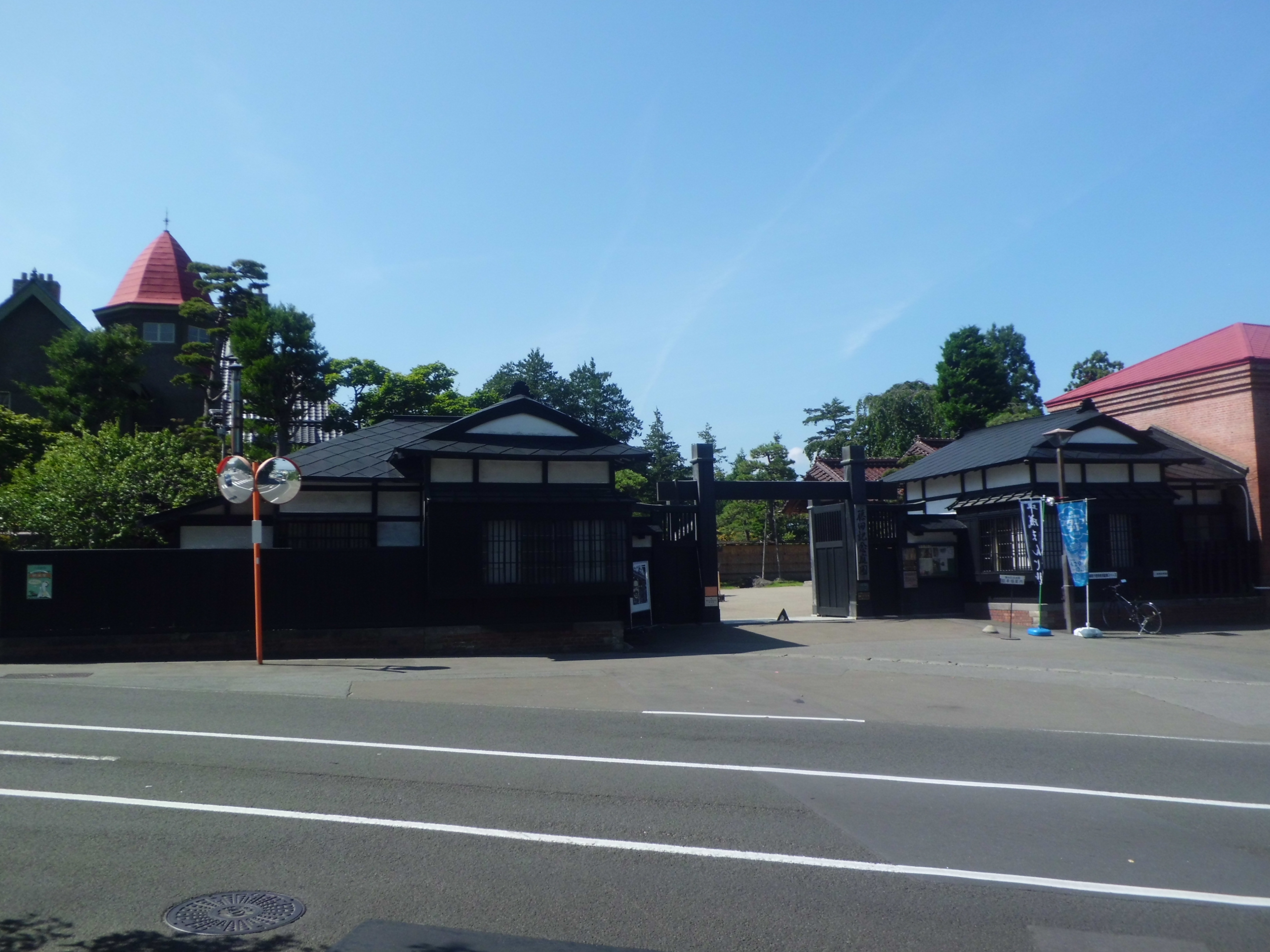
ساختمان شرکت طراح مجموعهٔ مانگای ژاپنی جادوگر پرنده

شخصیت اصلی و یک جادوگر در حال آموزش است که می‌رود تا با بستگان خود را در آئوموری زندگی کند. او یک دختر مؤدب و مهربان است، و بر روی آماده‌سازی معجونی از جادوهای ریخته‌گری متمرکز شده‌است. او یک گربه سیاه و سفید به نام چیتو دارد.
چیناتسو کوراموتو (倉本 千夏 کوراموتو چیناتسو)
صداگذاری توسط: اری سوزوکی
خواهر کوچک کی و دختر عموی ماکوتو است. در ابتدا با احتیاط با ماکوتو رفتار می‌کرد، او به سرعت با ماکوتو دوست شده و جارو پرنده‌اش را می‌گیرد. او مجذوب سحر و جادو است و مشتاقانه به تماشای ماکوتو وقتی که از سحر و جادو استفاده می‌کند، می‌پردازد. او همچنین از شیرینی لذت می‌برد.
کی کوراموتو (倉本 圭 کوراموتو کی)
صداگذاری توسط: شینسوکه سوگوآرا
برادر بزرگتر چیناتسو و پسرعموی موکوتو
کیجی کوراموتو (倉本啓二 کوراموتو کیجی)
صداگذاری توسط: میتسورو اوگاتا
پدر کی و چیناتسو و شوهر نانا
نانا کوراموتو (倉本 奈々 کوراموتو نانا)
صداگذاری توسط: کیکوکو اینوئه
مادر کی و چیناتسو، او با جهان سحر و جادو آشنا است.

## رسانه

### مانگا
چیهیرو ایشیزوکا، این مجموعه مانگا را در مجله شونن کودانشا در سپتامبر ۲۰۱۲ و در مجله بساتسو شونن در ۹ اوت ۲۰۱۲ منتشر کرد.